# Wysschaja Liga 1981/82
Die Saison 1981/82 der Wysschaja Liga war die 36. Spielzeit der höchsten sowjetischen Eishockeyspielklasse. Den sowjetischen Meistertitel sicherte sich zum insgesamt 25. Mal ZSKA Moskau, während Kristall Saratow in die zweite Liga abstieg.

## Modus
Die zwölf Mannschaften der Wysschaja Liga spielten zunächst in einer gemeinsamen Hauptrunde vier Mal gegen jeden Gegner, wodurch die Gesamtzahl der Spiele pro Mannschaft 44 betrug. Die vier besten Mannschaften qualifizierten sich anschließend für die Finalrunde, in der jede Mannschaft einmal gegen jeden Gegner spielte und deren Sieger Meister wurde. Die Ergebnisse aus der Hauptrunde wurden in die Finalrunde übernommen. Die Mannschaften, die die Hauptrunde auf den Plätzen neun bis zwölf belegt hatten, absolvierten in einer Abstiegsrunde weitere 16 Spiele, wobei die Ergebnisse aus der Hauptrunde ebenfalls übernommen wurden. Der Letztplatzierte der Abstiegsrunde stieg direkt in die zweite Liga ab. Die Mannschaften, die die Hauptrunde auf den Plätzen fünf bis acht beendeten, trafen in weiteren zwölf Spielen pro Mannschaft in einer Platzierungsrunde um den fünften Platz an. Auch in der Platzierungsrunde wurden die Hauptrundenergebnisse übernommen. Für einen Sieg erhielt jede Mannschaft zwei Punkte, bei einem Unentschieden gab es einen Punkt und bei einer Niederlage null Punkte.

## Hauptrunde
|     | Klub                  | Sp | S  | U  | N  | T   | GT  | Punkte |
| --- | --------------------- | -- | -- | -- | -- | --- | --- | ------ |
| 1.  | ZSKA Moskau           | 44 | 38 | 2  | 4  | 252 | 87  | 78     |
| 2.  | Spartak Moskau        | 44 | 38 | 0  | 6  | 247 | 117 | 76     |
| 3.  | Dynamo Moskau         | 44 | 34 | 4  | 6  | 220 | 111 | 72     |
| 4.  | Torpedo Gorki         | 44 | 22 | 5  | 17 | 159 | 140 | 49     |
| 5.  | Sokil Kiew            | 44 | 20 | 5  | 19 | 154 | 149 | 45     |
| 6.  | Traktor Tscheljabinsk | 44 | 12 | 10 | 22 | 151 | 183 | 34     |
| 7.  | SKA Leningrad         | 44 | 13 | 8  | 23 | 117 | 155 | 34     |
| 8.  | Dinamo Riga           | 44 | 13 | 5  | 26 | 147 | 181 | 31     |
| 9.  | Krylja Sowetow Moskau | 44 | 13 | 4  | 27 | 140 | 215 | 30     |
| 10. | Ischstal Ischewsk     | 44 | 11 | 8  | 25 | 134 | 196 | 30     |
| 11. | Chimik Woskressensk   | 44 | 10 | 5  | 29 | 126 | 197 | 25     |
| 12. | Kristall Saratow      | 44 | 11 | 2  | 31 | 131 | 247 | 24     |

Sp = Spiele, S = Siege, U = unentschieden, N = Niederlagen, OTS = Overtime-Siege, OTN = Overtime-Niederlage, SOS = Penalty-Siege, SON = Penalty-Niederlage

## Finalrunde
|    | Klub           | Sp | S  | U | N  | T   | GT  | Punkte |
| -- | -------------- | -- | -- | - | -- | --- | --- | ------ |
| 1. | ZSKA Moskau    | 47 | 40 | 3 | 4  | 269 | 91  | 83     |
| 2. | Spartak Moskau | 47 | 39 | 0 | 8  | 257 | 135 | 78     |
| 3. | Dynamo Moskau  | 47 | 36 | 5 | 6  | 233 | 117 | 77     |
| 4. | Torpedo Gorki  | 47 | 22 | 5 | 20 | 164 | 157 | 49     |

Sp = Spiele, S = Siege, U = unentschieden, N = Niederlagen, OTS = Overtime-Siege, OTN = Overtime-Niederlage, SOS = Penalty-Siege, SON = Penalty-Niederlage

## Platzierungsrunde um Platz 5
|    | Klub                  | Sp | S  | U  | N  | T   | GT  | Punkte |
| -- | --------------------- | -- | -- | -- | -- | --- | --- | ------ |
| 5. | Sokil Kiew            | 56 | 29 | 5  | 22 | 215 | 192 | 63     |
| 6. | Traktor Tscheljabinsk | 56 | 18 | 11 | 27 | 198 | 229 | 47     |
| 7. | SKA Leningrad         | 56 | 16 | 10 | 30 | 155 | 214 | 42     |
| 8. | Dinamo Riga           | 56 | 17 | 6  | 33 | 202 | 234 | 40     |

Sp = Spiele, S = Siege, U = unentschieden, N = Niederlagen, OTS = Overtime-Siege, OTN = Overtime-Niederlage, SOS = Penalty-Siege, SON = Penalty-Niederlage

## Abstiegsrunde
|     | Klub                  | Sp | S  | U | N  | T   | GT  | Punkte |
| --- | --------------------- | -- | -- | - | -- | --- | --- | ------ |
| 9.  | Ischstal Ischewsk     | 60 | 25 | 8 | 27 | 226 | 248 | 58     |
| 10. | Krylja Sowetow Moskau | 60 | 24 | 4 | 32 | 224 | 272 | 52     |
| 11. | Chimik Woskressensk   | 60 | 22 | 7 | 31 | 195 | 230 | 51     |
| 12. | Kristall Saratow      | 60 | 21 | 2 | 37 | 215 | 308 | 44     |

Sp = Spiele, S = Siege, U = unentschieden, N = Niederlagen, OTS = Overtime-Siege, OTN = Overtime-Niederlage, SOS = Penalty-Siege, SON = Penalty-Niederlage

## Topscorer
Fett: Saisonbestwert
| Spieler                | Mannschaft     | Tore | Assists | Punkte |
| ---------------------- | -------------- | ---- | ------- | ------ |
| Sergei Makarow         | ZSKA Moskau    | 32   | 43      | 75     |
| Alexander Koschewnikow | Spartak Moskau | 43   | 28      | 71     |
| Wladimir Krutow        | ZSKA Moskau    | 37   | 29      | 66     |
| Wiktor Schalimow       | Spartak Moskau | 27   | 32      | 59     |
| Igor Larionow          | ZSKA Moskau    | 31   | 22      | 53     |
| Sergei Kapustin        | Spartak Moskau | 30   | 22      | 52     |
| Wiktor Tjumenew        | Spartak Moskau | 21   | 29      | 50     |
| Alexander Orlow        | Spartak Moskau | 11   | 39      | 50     |
| Nikolai Drosdezki      | ZSKA Moskau    | 28   | 16      | 44     |
| Helmuts Balderis       | Dinamo Riga    | 24   | 19      | 43     |

## Sowjetischer Meister
| Meister ZSKA Moskau | Torhüter: Wladislaw Tretjak, Alexander Tyschnych Verteidiger: Sergei Babinow, Irek Gimajew, Sergei Gimajew, Alexei Kassatonow, Wladimir Subkow, Sergei Starikow, Igor Stelnow, Alexei Woltschenkow Angreifer: Andrei Chomutow, Nikolai Drosdezki, Wjatscheslaw Fetissow, Alexander Gerassimow, Wladimir Krutow, Igor Larionow, Alexander Lobanow, Sergei Makarow, Michail Panin, Wiktor Schluktow, Alexander Sybin, Michail Wassiljew Trainerstab: Wiktor Tichonow, Wiktor Kuskin, Juri Moissejew |